# Taeniaptera caerulescens
Taeniaptera caerulescens är en tvåvingeart som beskrevs av Macquart 1846. Taeniaptera caerulescens ingår i släktet Taeniaptera och familjen skridflugor.
Artens utbredningsområde är Venezuela. Inga underarter finns listade i Catalogue of Life.